# Episodi di Detective Monk (quarta stagione)
La quarta stagione della serie televisiva Detective Monk, composta da 16 episodi, è andata in onda negli Stati Uniti sul canale USA Network dall'8 luglio 2005 al 17 marzo 2006.
In Italia sono stati trasmessi con i primi 6 episodi in prima serata su Rete 4, in anteprima esclusiva; ci fu un crollo degli ascolti e così la trasmissione fu sospesa. L'intera stagione (i 6 episodi già trasmessi più i restanti 10 inediti) è andata in onda a febbraio 2008 sul canale digitale terrestre Joi in fascia preserale alle 20:15 durante i giorni feriali. Su Rete 4 sono poi stati trasmessi i 10 episodi restanti durante i giorni feriali alle 14:15 dal 20 febbraio al 2 marzo 2008.
| nº | Titolo originale                    | Titolo italiano                             | Prima TV USA    | Prima TV Italia  |
| -- | ----------------------------------- | ------------------------------------------- | --------------- | ---------------- |
| 1  | Mr. Monk and the Other Detective    | Il signor Monk e l'altro detective          | 8 luglio 2005   | 8 agosto 2007    |
| 2  | Mr. Monk Goes Home Again            | Il signor Monk torna a casa                 | 15 luglio 2005  | 8 agosto 2007    |
| 3  | Mr. Monk Stays in Bed               | Il signor Monk è malato                     | 22 luglio 2005  | 15 agosto 2007   |
| 4  | Mr. Monk Goes to the Office         | Il signor Monk va in ufficio                | 29 luglio 2005  | 15 agosto 2007   |
| 5  | Mr. Monk Gets Drunk                 | Il signor Monk si ubriaca                   | 5 agosto 2005   | 22 agosto 2007   |
| 6  | Mr. Monk and Mrs. Monk              | Il signor Monk e la signora Monk            | 12 agosto 2005  | 22 agosto 2007   |
| 7  | Mr. Monk Goes to a Wedding          | Il signor Monk va ad un matrimonio          | 19 agosto 2005  | 20 febbraio 2008 |
| 8  | Mr. Monk and Little Monk            | Il signor Monk bambino                      | 26 agosto 2005  | 21 febbraio 2008 |
| 9  | Mr. Monk and the Secret Santa       | Il signor Monk e la vendetta sotto l'albero | 2 dicembre 2005 | 22 febbraio 2008 |
| 10 | Mr. Monk Goes to a Fashion Show     | Il signor Monk va ad una sfilata di moda    | 13 gennaio 2006 | 25 febbraio 2008 |
| 11 | Mr. Monk Bumps His Head             | Il signor Monk e l'amnesia                  | 20 gennaio 2006 | 26 febbraio 2008 |
| 12 | Mr. Monk and the Captain's Marriage | Il signor Monk e il matrimonio del capitano | 27 gennaio 2006 | 27 febbraio 2008 |
| 13 | Mr. Monk and the Big Reward         | Il signor Monk e la grossa ricompensa       | 3 febbraio 2006 | 28 febbraio 2008 |
| 14 | Mr. Monk and the Astronaut          | Il signor Monk e l'astronauta               | 3 marzo 2006    | 29 febbraio 2008 |
| 15 | Mr. Monk Goes to the Dentist        | Il signor Monk va dal dentista              | 10 marzo 2006   | 1º marzo 2008    |
| 16 | Mr. Monk Gets Jury Duty             | Il signor Monk fa il giurato                | 17 marzo 2006   | 2 marzo 2008     |

## Il signor Monk e l'altro detective
- Titolo originale: Mr. Monk and the Other Detective
- Diretto da: Eric Laneuville
- Scritto da: Hy Conrad

### Trama
Harold, proprietario di una gioielleria, viene assassinato da due malviventi, che tenevano in ostaggio la sua cagnolina.
Sul posto accorrono in seguito Monk, Natalie, Disher e il capitano. Mentre Monk ha qualche difficoltà a concentrarsi perché sulla scena del crimine ci sono escrementi di cane, un altro investigatore privato, Marty Eels, ne approfitta mostrandosi molto abile e sicuro di sé nel trovare delle tracce, conducendo ben presto Stottlemeyer e Disher sul luogo dove i malviventi hanno abbandonato l'auto usata per la rapina. La polizia quindi inizia a dare credito a Marty, mettendo da parte Monk, che inizia a soffrire il fatto di essere diventato secondo a Marty.
Secondo Monk, il suo avversario sta imbrogliando perché riesce a fare collegamenti impossibili correlati alle prove. Si scopre che la madre di quest'ultimo lavora in aeroporto e ha sentito la chiamata dei due malviventi ottenendo così le informazioni sui gioielli, sull'auto scomparsa e sull'assassinio. La donna ha quindi rivelato tutto a suo figlio il quale ha finto di essere particolarmente intuitivo. Alla fine uno dei due assassini chiama il falso detective e dice di aver preso sua madre e Monk lo aiuta e scopre che era in una capanna sotto un ponte vicino al mare e dovevano prenderla il più velocemente possibile perché alle 20:20 morirà. Monk scopre che alle 20:20 si alza sempre la marea e allora liberano la madre e arrestano l'assassino che aveva ucciso il signore con la pistola.
- Guest star: Emmy Clarke (Julie Teeger), Stanley Kamel (dottor Charles Kroger).
- Altri interpreti: Jason Alexander (Marty Eels), Dana Ivey (signora Eels), Rossif Sutherland (Vic Blanchard), Alan Wilder (Harold Gumbal), Reynaldo Gallegos (Eddie Quarante), Jerry Kernion (Al), Kasi Brown (reporter), Rob Swanson (poliziotto), Alexander Czuleger (Mall Rat), Tom Ohmer (sergente di polizia)
- Ascolti Italia: telespettatori 1 390 000 – share 7,07%

## Il signor Monk torna a casa
- Titolo originale: Mr. Monk Goes Home Again
- Diretto da: Randall Zisk
- Scritto da: Tom Scharpling

### Trama
Una guardia di un furgone blindato muore, colpito più volte dai proiettili sparati dalla sua stessa arma nel giorno di Halloween. Monk riceve inoltre la chiamata di suo fratello Ambrose che lo invita a trascorrere la serata insieme. Sulla scena del crimine, il capitano Stottelmayer trova un piccione che sta mangiando delle briciole di una barretta di nome "NEPTUNE". Monk va a casa di suo fratello il quale informa Adrian che a cena arriverà il loro padre. Nella notte, Adrian Monk va a fare dolcetto con Julie e trova morto lo stesso piccione che il capitano Stottelmayer aveva cacciato via dalla scena del crimine e chiede al capitano di farlo esaminare. Nel frattempo durante il giro giungono alla casa dove vive un certo signor Gilstrap con la moglie. In seguito, Monk viene a sapere che sia l'autista che il piccione sono morti avvelenati: infatti nella barretta c'era traccia di tetracloridrina, un potente insetticida, e viene anche a sapere che il signor Gilstrap era stato visto in atteggiamenti sospetti nel laboratorio dove lavora, proprio con un flacone di quell'insetticida. Sapendo che il fratello è goloso di dolci e avendo notato quelle barrette tra i doni del signor Gilstrap, corre da lui per avvisarlo di non mangiarne, ma arriva tardi. Monk capisce che il criminale è proprio il signor Gilstrap, che voleva uccidere la moglie, ma aveva avvelenato anche altre barrette per poi portarle al supermercato, in modo da far sembrare il tutto opera di un serial killer. Tuttavia venne scoperto mentre stava rimettendo a posto l'insetticida. Temendo quindi che i responsabili del suo laboratorio lo avrebbero ricollegato a quella serie di delitti, aveva deciso di riprendere tutte le barrette. Sfortunatamente, ne mancavano due, di cui una acquistata dall'uomo che era stato ucciso all'inizio. L'agente morì quindi avvelenato e Paul decise di sparagli per far passare la cosa come omicidio per arma da fuoco. Fortunatamente, però, si scopre poi che Ambrose stava male solo per mal di stomaco, poiché non ha mangiato la barretta avvelenata, bensì una barretta scaduta da undici mesi, mentre l'altra barretta, quella avvelenata, è intatta tra i vari dolci avuti in regalo.
- Guest star: John Turturro (Ambrose Monk), Emmy Clarke (Julie Teeger).
- Altri interpreti: David Weisenberg (Paul Gilstrap), Amy Ryder (signora Gilstrap), Brent Hinkley (direttore ipermercato), David Batiste (paramedico), Bob Jesser (Armored Car Driver), Jasmine Jessica Anthony (ragazza strega), Zac Gardner (ragazzo soldato), Leo Howard (piccolo Karate Kid), Chancellor Miller (ragazzo Hippie), Mary Matilyn Mouser (ragazza principessa), Olivia Sui (ragazza pirata), Bobby Block (ragazzo vampiro), Sharmila Devar (cassiere giovane)
- Ascolti Italia: telespettatori 1 228 000 – share 7%

## Il signor Monk è malato
- Titolo originale: Mr. Monk Stays in Bed
- Diretto da: Philip Casnoff
- Scritto da: Hy Conrad

### Trama
Natalie, dopo aver ordinato una pizza a domicilio, si accorge che il fattorino le ha dato il resto sbagliato. Per rimediare, prova a inseguirlo prima che se ne vada, ma scopre che il ragazzo è stato assassinato. Dai primi accertamenti emerge che il fattorino si chiamava Julio Alvarez e che è stato ucciso a colpi di mazza da baseball. Monk ha la febbre ed è costretto a rimanere a letto. Julie gli regala un biglietto di augurio di guarigione, che riproduce incessantemente la canzone "Polly Wolly Doodle" e glielo mette sul comò. Monk, non sopportando il motivetto musicale, butta il biglietto nella spazzatura.
Con Monk costretto a letto, Natalie si reca personalmente alla stazione di polizia per vedere a che punto sono le indagini del fattorino ucciso, ma si accorge che tutti gli agenti sono impegnati nell'indagine sulla scomparsa della giudice Garr. Natalie quindi decide di agire da sola, si reca da Pizza Castle per chiedere informazioni su Alvarez e riesce ad ottenere la lista dei clienti a cui il fattorino aveva consegnato la pizza. Natalie si reca a far visita alle case di questi clienti, e l'ultima della lista è quella di Dennison, un individuo con un livido sul pollice: è lo stesso livido che lei aveva visto sull'uomo che le aveva consegnato la pizza.
Nel frattempo Stottlemeyer, recatosi da Monk sempre a letto con l'influenza, arriva alla conclusione che la giudice Garr aveva una relazione con qualcuno e che questo qualcuno fosse una persona che lei non poteva vedere in giro alla luce del sole, in quanto aveva sicuramente un conflitto di interessi: si tratta quindi molto probabilmente di un avvocato.
Quando scende la notte, Natalie vede Dennison uscire di casa, caricare qualcosa nella sua macchina e partire. Si intrufola in casa e inizia a cercare indizi. Chiama Monk sul suo cellulare e si fa aiutare al telefono per raccogliere indizi, tra cui emerge la presenza di una targhetta di avvocato. Monk mette insieme gli indizi riferiti da Natalie e capisce che il caso della giudice Garr e dell'omicidio del fattorino sono collegati: Dennison era l'amante della giudice Garr. Quella notte è andata a casa sua e ad un certo punto devono aver ordinato una pizza. Poco prima dell'arrivo di Julio Alvarez, scoppiò una rissa particolarmente brutale. Dennison ha ucciso la Garr, proprio mentre il fattorino arrivava e assisteva all'omicidio. Dennison ha quindi ucciso Alvarez in quanto testimone scomodo. Dennison a questo punto era in una posizione rischiosa: la pizzeria conosceva il percorso fatto da Julio nel consegnare le pizze e le indagini della polizia si sarebbero concentrate su Dennison come sospettato, in quanto ultimo cliente ad essere stato servito da Julio. Per distogliere l'attenzione da se stesso, Dennison aveva bisogno che qualcun altro fosse l'ultima persona a vedere Julio vivo. Quindi, si è travestito da fattorino e ha consegnato la pizza a Natalie, ossia l'ultima cliente della lista di Julio. Ha messo poi il corpo di Julio sul sedile del passeggero e ha guidato l'auto di Julio per consegnare la pizza a Natalie, abbandonando poi l'auto e il corpo in un luogo dove sarebbe stato più facile trovarli. 
Purtroppo però Dennison rientra in casa e scopre Natalie nella propria abitazione. Prende il telefono e ascolta ciò che Monk stava dicendo a Natalie, ossia che l'assassino aveva commesso un errore: sul cartone della pizza consegnata a Natalie c'erano le sue impronte. Dennison afferra Natalie e la accompagna al centro di riciclaggio, legata e imbavagliata. Mentre la minaccia di aiutarlo a trovare la scatola della pizza, Monk arriva in taxi, indossando ancora l'accappatoio, e affronta Dennison. Mentre lottano, Natalie corre verso un carrello elevatore e scarica un carico di carta straccia su Dennison, mettendolo fuori gioco temporaneamente, fino all'arrivo di Stottlemeyer e Disher. I due però non hanno prove per collegare Dennison agli omicidi della Garr e di Alvarez, a meno che non salti fuori la scatola della pizza. Monk sente deboli tracce di musica provenire da un sacco della spazzatura: è il biglietto di Julie, con "Polly Wolly Doodle" che sta ancora suonando: in tal modo, Stottlemeyer e Randy individuano il sacco, e con esso la scatola della pizza.
- Guest star: Emmy Clarke (Julie Teeger).
- Altri interpreti: David Valcin (Reggie Dennison), Lennie Loftin (John DeLancy), Jimmy Palumbo (Gorman), Frank Novak (Marv Chastwick), D.J. Harner (madre), Yvans Jourdain (Criminalis), Gentry Sanz-Agero (detective che mangia), Eric Artell (Tommy), Sean McDermott (Kevin), Skyler Gisondo (Kyle), Lou George (Maitre'd)
- Ascolti Italia: telespettatori 832 000 – share 6,61%

## Il signor Monk va in ufficio
- Titolo originale: Mr. Monk Goes to the Office
- Diretto da: Jerry Levine
- Scritto da: Nell Scovell

### Trama
In un parcheggio, un'oscura figura maschile sta apparentemente cambiando una gomma di un'auto. Una guardia di sicurezza lo affronta, dicendogli che quella non è la sua macchina, e tira fuori il cellulare per chiamare la polizia. Prima che possa chiamare, l'uomo gli spara due volte al petto, trascina il suo corpo sotto un camion parcheggiato nelle vicinanze e torna alla macchina, aspettando. Presto, un finanziere di nome Warren Kemp entra nel garage. Non appena si avvicina alla sua macchina, l'uomo gli viene incontro da dietro, gli punta la pistola alla schiena e gli ordina di aprire la portiera anteriore dell'auto e di infilarci la mano destra, cosa che fa Warren. Quindi l'uomo chiude la portiera dell'auto, rompendo la mano di Warren, e fugge, lasciando Warren a urlare di terrore e agonia.
Sulla scena del crimine, Monk insieme a Natalie e Stottlemeyer, fanno il punto della situazione assieme a Warren. Questi nota Natalie e si interessa a lei, e invita sia lei sia Monk nel suo ufficio per il giorno seguente, in cui chiede a Monk di entrare nella sua azienda sotto copertura, come impiegato, per indagare.
Monk inizia a legare con gli altri impiegati, va a pranzo con loro, a giocare a bowling e nel frattempo segue le indagini.
A tarda notte, nel frattempo, un uomo entra nell'abitazione dell'arredatrice di Warren e le spara uccidendola, usando un cuscino come silenziatore. Il giorno successivo, Monk va a pranzo con Natalie nel ristorante di fronte all'azienda di Kemp, e nota che l'uomo seduto al tavolo davanti a loro, che ha un apparecchio acustico, guarda costantemente verso la finestra di Kemp e scrive appunti su carta. A questo punto, Monk risolve il caso: quell'uomo sa leggere le labbra e ha scoperto di poter vedere la finestra dell'ufficio di Kemp dal tavolo del ristorante. Osservando Kemp mentre parlava con i clienti, egli aveva scoperto molte informazioni commerciali importanti, e ciò gli aveva permesso di guadagnare un sacco di soldi. Ma quando i mobili di Kemp furono riorganizzati (la scrivania era stata spostata), la mano destra di Kemp copriva la bocca e l'assassino non poteva più leggergli le labbra. Quindi l'assassino aveva bisogno che Warren utilizzasse la sinistra per portare l'apparecchio telefonico all'orecchio, motivo per cui gli ha rotto la mano destra nel parcheggio. Ha in seguito ucciso l'arredatrice perché voleva mettere delle tende che avrebbero coperto per sempre la visuale della finestra. Natalie chiama la polizia e l'assassino viene consegnato alla giustizia.
- Altri interpreti: Eddie McClintock (Waren Kemp), Jennifer Hall (Abby), Christopher Neiman (Clinton Handy), Brett Rickaby (l'assassino), Meredith Scott Lynn (Angela Dirks), Fred Stoller (Greg), Nicole Randall Johnson (Frances), Chet Grissom (1º detective), Brian Hatton (2º detective), Morgana Davis (paramedico), Christine Holz-Lusita (assistente di Warren), Mark McDaniels (Ronnie), Veda Jones (receptionist), Pamela Shaddock (Waitress), James Logan (Ben).
- Ascolti Italia: telespettatori 899 000 – share 7,57%

## Il signor Monk si ubriaca
- Titolo originale: Mr. Monk Gets Drunk
- Diretto da: Andre Belgrader
- Scritto da: Daniel Dratch

### Trama
In una stanza d'albergo a New York, il killer a pagamento Al Nicoletto affronta un contabile della mafia, chiedendogli la restituzione del denaro che il contabile e il suo partner Ben Gruber gli hanno rubato. Ottenuta l'informazione che Ben è partito per San Francisco, Al lo uccide a colpi di pistola.
Nel frattempo, Natalie accompagna il signor Monk in un'azienda vinicola nella contea di Sonoma per celebrare il suo anniversario, dove lui e Trudy erano andati in luna di miele. Ogni anno, come tradizione, Monk trascorre qualche giorno in quell'azienda vinicola. Durante la cena, Monk incontra un uomo che si presenta come Larry Zweibel. I due passano del tempo insieme a tavola, poi Larry si unisce al tavolo vicino dove altri avventori stanno giocando a carte, e il signor Monk si ritira nella sua stanza dopo aver bevuto un poco di vino, che basta per provocargli una sbornia.
La mattina dopo, Monk, con i postumi della sbornia, si reca nella stanza di Larry per un rimedio dopo-sbronza. Ma scopre che nella stanza occupata da Larry c'è ora un altro cliente, che nega di conoscere Larry, e la stessa cosa fanno gli altri clienti, quelli che avevano giocato con lui a carte la sera prima. Monk, assieme a Natalie che è l'unica a credere nell'esistenza di Larry, controllano il registro contabile dell'albergo, dove però non risulta nessun Larry.
Le cose prendono una svolta quando arriva Al Nicoletto, presentandosi come Alan e chiedendo se qualcuno ha visto suo fratello. Mostra loro una foto e Monk riconosce l'uomo nella foto come Larry. Nicoletto dice che "Larry", il cui vero nome è Ben Gruber, ha rubato dei soldi dalla banca dove lavorava, e Nicoletto sta cercando di convincerlo a costituirsi e restituire i soldi, in cambio di una condanna clemente. A questo punto, Monk capisce cosa è successo: dopo alcune mani di poker, Ben Gruber è tornato nella sua stanza per prendere dei soldi per giocare, quando all'improvviso è stato colpito da un infarto mortale. Gli altri ospiti, insieme al proprietario dell'albergo e ad uno dei camerieri, trovandolo morto con accanto una valigia piena di soldi, decidono di far sparire il corpo e di cancellare tutte le prove della presenza di Ben in quella struttura, a cominciare dalla sua iscrizione nel registro degli ospiti, e iniziano a comportarsi come se Gruber non fosse mai stato lì. E, dal momento che il corpo di Ben non si trova, nessuno dei clienti può essere accusato di nulla. Ecco però che Natalie nota uno strano sapore nel nuovo vino della casa che ha appena bevuto; Stottlemeyer riconosce l'odore come dopobarba, e Monk riconosce che è lo stesso dopobarba che utilizzò Ben la sera in cui aveva cenato con lui. La polizia quindi trova il corpo di Gruber nascosto in una botte di vino. Gli ospiti e il personale dell'hotel vengono arrestati, anche se Stottlemeyer prevede che riceveranno condanne leggere.
- Altri interpreti: Paul Ben-Victor (Al Nicoletto), Daniel Roebuck (Larry Zwibell), Richard Libertini (dottor David Sobin), Peggy Miley (Sylvia Willis), Maurice Godin (Pierre LaCoste), Felicia Day (Heidi Gefsky), Chris D'Elia (Cal Gefsky), Larry Clarke (Rudy Schich), Assaf Cohen (Ricardo), Bianca Chiminello (esperta di vino), Nick Hoffa (Bartender), Kathryn Taylor (Waitress), Patrizia Moro (donna nel ristorante)
- Ascolti Italia: telespettatori 1 138 000 – share 5,92%

## Il signor Monk e la signora Monk
- Titolo originale: Mr. Monk and Mrs. Monk
- Diretto da: Randall Zisk
- Scritto da: David Breckman

### Trama
Natalie, durante delle commissioni per il signor Monk che le ha chiesto di ritirare una cornice con una foto di Trudy, assiste in un bar a una conversazione tra Zach Ellinghouse e una donna che assomiglia fortemente alla Trudy della foto nella cornice. Origlia quindi la conversazione tra i due, dalla quale salta fuori che Trudy ha dovuto inscenare la sua morte perché stava lavorando a una notizia che coinvolgeva un pericoloso gruppo estremista. Inoltre, la figlia di Zach, Janice, è morta di recente e Trudy è dovuta uscire allo scoperto per recuperare una chiave che le apparteneva. Ecco quindi il motivo dell'incontro tra Trudy e Zach.
In seduta con il dottor Kroger, Monk è di buon umore: dice al dottor Kroger che finalmente sta migliorando; il suo disturbo ossessivo compulsivo è sotto controllo e sta finalmente lasciando andare il dolore per la perdita di Trudy.
Nel suo appartamento, Zach Ellinghouse ha un altro incontro con Trudy, dove le dice di aver cambiato idea: la chiave apparteneva a Janice, e non può lasciarla avere a nessun altro. Disperata, Trudy cerca di afferrare la chiave e, mentre lottano, Ellinghouse inciampa e cade sulla scrivania, pugnalandosi fatalmente con la punta del suo promemoria. Rendendosi conto che è morto, Trudy fugge di casa rubando la chiave.
Quando la polizia arriva sulla scena del crimine, Monk arriva e nota subito alcuni indizi: il primo è che probabilmente il delitto non era premeditato. Non può fare a meno di notare i dettagli che puntano a Trudy: l'assassino aveva i piedi piccoli, indossava il profumo Shalimar, addolciva il caffè con un bastoncino di cannella e un testimone ha sentito distintamente Ellinghouse dire: "Cosa stai facendo, Trudy?" Natalie è costretta a confessare di aver visto Trudy al bar, e che è quindi viva. Barcollante, Monk corre fuori e poi, peggio di tutto, vede Trudy in mezzo alla folla radunatasi fuori dal luogo del crimine. Lui le corre dietro, gridando il suo nome, ma lei sale su un'auto che si allontana.
Alla disperata ricerca di risposte, Monk va al cimitero. In qualche modo, la sua testa si schiarisce e torna da Natalie, ora sicuro che la donna che hanno visto non può essere Trudy, perché visitare la sua tomba fa ancora male.
Monk e Natalie parlano con il vecchio capo di Trudy, che rivela che Trudy e Janice stavano lavorando a una inchiesta su una storia di corruzione di un sindacato. Guardando gli effetti personali sulla scrivania della defunta Janice, Monk deduce che quest'ultima stava affittando un armadietto in un vicino deposito. Forse quello che Trudy sta cercando con quella chiave, è rinchiuso lì.
Quella sera, "Trudy" incontra il suo datore di lavoro, un uomo di nome Jack Bollinger, nel suo ufficio al molo. Mentre parlano, lei si toglie una parrucca bionda dalla testa, rivelando di essere un'attrice. Dice che le cose sono andate troppo oltre, ma Bollinger le dice che ha bisogno di recitare la sua parte solo ancora per un po'.
Monk e Natalie sorvegliano il magazzino e vedono Trudy e Bollinger arrivare. Monk si rende conto di cosa sta succedendo: Bollinger deve essere stata la fonte anonima che ha aiutato Trudy e Janice a mandare in prigione i leader del sindacato, permettendo a Bollinger di salire a capo del sindacato. Dopo la morte di Janice Ellinghouse, Bollinger temeva che tra i suoi effetti sarebbe stato trovato qualcosa che lo identificasse come la spia. Quindi Bollinger ha assunto un'attrice per impersonare Trudy, l'unica persona a cui Zach avrebbe potuto affidare la chiave.
Natalie chiama Stottlemeyer, ma Monk, sopraffatto dalla somiglianza della donna con Trudy, entra nel capannone del molo dove si trovano la donna e Bollinger. In preda al panico, Bollinger punta una pistola contro Monk.
Mentre la falsa Trudy implora Bollinger di fermarsi entrano in scena Stottlemeyer e Disher, e Bollinger spara loro, pensando che siano amici del sindacato in cerca di vendetta, e Stottlemeyer risponde al fuoco. Bollinger viene colpito al petto, mortalmente, e mentre cade, la sua pistola spara alla falsa Trudy.
Monk tiene in braccio la donna mentre sta morendo. Devastato, Monk deve sopportare il dolore di vedere una donna che assomiglia a Trudy morire tra le sue braccia.
Il giorno seguente, durante una passeggiata, Natalie chiede a Monk come faceva a sapere che la donna che aveva visto non era la vera Trudy. Monk spiega che, quando ha visitato la tomba di Trudy, faceva ancora male, quindi sapeva che se n'era davvero andata. In un certo senso è sollevato: Trudy potrebbe non esserci più, ma il suo amore per lei rimane immutato.
- Guest star: Stanley Kamel (dott. Charles Kroger), Melora Hardin (Cameron/Trudy Anne Monk).
- Altri interpreti: Harve Presnell (Zach Ellinghouse), Kevin Kilner (Jack Bollinger), Jarrad Paul (Kevin Dorfman), Gregory Alan Williams (Sorenson), Frankie Ingrassia (segretaria di Kroger), Sandy Francis (Signora Conway), Liz Loza (Waitress)
- Ascolti Italia: telespettatori 1 100 000 – share 6,33%

## Il signor Monk va ad un matrimonio
- Titolo originale: Mr. Monk Goes to a Wedding
- Diretto da: Anthony R. Palmieri
- Scritto da: Liz Sagal

### Trama
In un resort di lusso a Pebble Beach, il fotografo di matrimoni Frank Ruttle viene ucciso da una figura non identificata.
Nel frattempo, alla stazione di polizia, Natalie riceve una telefonata dal suo amico che la doveva accompagnare al matrimonio di suo fratello Jonathan: a causa di un'appendicite, non potrà accompagnarla al matrimonio. Non volendo andare da sola al matrimonio a causa di dissapori con la famiglia, decide di farsi accompagnare da Randy. Vedendo il nome "Davenport" sull'invito, Monk, Stottlemeyer e Disher sono leggermente sorpresi nell'apprendere che Natalie è una rampolla della famiglia Davenport, i fondatori della famosa azienda di dentifricio. Arrivati al ricevimento di nozze, Randy e Natalie notano un trambusto tra gli organizzatori che non riescono a trovare il fotografo: si tratta del fotografo ucciso precedentemente. Meno di un'ora dopo essere arrivato in hotel, Randy sta scaricando le valigie dall'auto e attraversa il parcheggio, e viene investito da una vettura guidata da una persona non identificata. Monk e Stottlemeyer, appresa la notizia, corrono a Pebble Beach. Sul posto, analizzando gli indizi, Monk si rende conto che l'investimento è stato voluto e non si è trattato di un fatto accidentale. Inoltre, con Randy ingessato dopo l'incidente, Monk è costretto a prendere il suo posto come accompagnatore di Natalie. In seguito Randy, confinato nel suo letto al piano di sopra, crede di poter identificare l'autista: un uomo bianco di corporatura media che indossa un berretto da baseball rosso e occhiali da sole.
Monk e Stottlemeyer mostrano a Randy varie foto degli invitati al matrimonio, ma Randy non riconosce nessuna delle foto. A questo punto, viene mossa l'ipotesi che l'investitore potesse essere una donna camuffata dal berretto da baseball e occhiali da sole, e i sospetti si concentrano su Theresa, la futura moglie del fratello di Natalie. Rinvenuto il cadavere del fotografo, mentre viene perquisito il suo studio fotografico, Stottlemeyer trova un articolo di giornale che ritrae Theresa durante un suo precedente matrimonio, e in cui si afferma che è ricercata in quanto responsabile della morte del precedente marito. Il poliziotto incaricato delle indagini era Disher. Ecco quindi perché Randy era stato investito: Theresa temeva che lui potesse riconoscerla durante il matrimonio. Stottlemeyer avvisa Randy e Natalie di questo sviluppo nelle indagini, e mentre perquisisce la stanza di Theresa, trova parti del travestimento che indossava quando ha investito Randy. Natalie vuole che Theresa venga arrestata subito, ma Stottlemeyer la ferma, dicendole che le prove che ha trovato non sono prove sufficienti per influenzare la giuria. L'unico modo per garantire una condanna è che Randy la identifichi come Darlene Coolidge (il nome che utilizzava all'epoca del precedente matrimonio). Stottlemeyer ordina a Monk e Natalie di fare tutto il possibile per impedire a Theresa di lasciare l'hotel mentre lui va a prendere Randy. Monk quindi si esibisce al microfono della sala con un lungo brindisi (che include anche il fatto che Julie legga alcune poesie). Proprio mentre Theresa inizia a trascinare fuori Jonathan mettendogli fretta per la luna di miele, Stottlemeyer spinge Randy sul carrello di un fattorino, scaricandolo sul pavimento della stanza del ricevimento. Come previsto, Randy la identifica immediatamente come Darlene Coolidge, una vedova nera seriale che è al centro di una precedente indagine. Era riuscito a darle la caccia finché lei non aveva fatto perdere le sue tracce. Theresa afferra un coltello e lo punta alla gola del suo nuovo marito, chiedendo al padre di Natalie di prepararle un jet privato. Natalie interviene e toglie il coltello a Theresa, mettendola fuori gioco e consentendone l'arresto.

## Il signor Monk bambino
- Titolo originale: Mr. Monk and Little Monk
- Diretto da: Robert Singer
- Scritto da: Joe Toplyn

### Trama
Nel cuore della notte due uomini irrompono in una casa. L'anziana governante Gladys si sveglia e corre al piano di sotto, minacciandoli con una pistola. Uno dei due afferra la pistola e attiva l'allarme anti-intrusione. Segue una colluttazione in cui i due uccidono la donna. Uno di loro va nel panico e urla che devono fuggire, ma l'altro dice che devono fare quello per cui sono venuti, ovvero deturpare con vernice spray un vecchio dipinto appeso al muro. Lo fanno e poi fuggono.
Il giorno successivo, la proprietaria della casa, Sherry Judd, si presenta a casa del signor Monk. Si scopre che i due erano amici ai tempi delle scuole medie (Monk non ha ancora del tutto superato la sua cotta per lei). Ha sentito parlare della sua reputazione di detective e chiede il suo aiuto. 
Durante le indagini, Monk ricorda la sua cotta per Sherry e vediamo diversi flashback del tempo in cui aiutava Sherry alle medie.
Flashback: mentre Adrian e Sherry si offrono volontari come cassieri ad una vendita di dolci scolastici, uno dei bulli della scuola, Leo, si avvicina spavaldo al tavolo e afferra un dolcetto senza pagarlo. Adrian e Sherry si oppongono e il preside Thicket, dopo che i due hanno fatto il nome di Leo come responsabile del gesto, porta via Leo per una severa lezione. Leo giura che si vendicherà di loro per aver fatto la spia.
Presente: Monk esamina la scena del crimine e fa alcune osservazioni sorprendenti: il deturpamento è avvenuto dopo l'omicidio, il che significa che gli intrusi sono venuti appositamente per deturpare il dipinto. Monk chiede del dipinto e Sherry dice che non ha valore, tranne che per lei: il ritratto è della sua bisnonna.
Durante le indagini, l'ex marito di Sherry, Michael, irrompe in casa. Sherry gli ordina di uscire, lui dice che le firmerà un assegno per il pagamento mensile degli alimenti. Lei accetta l'assegno, e gli chiede di andarsene.
Sherry porta il dipinto in una galleria d'arte da un restauratore. Per Natalie, Monk prova ancora dei sentimenti per Sherry e lo incoraggia a chiederle di uscire. Proprio mentre Monk sta per chiederglielo, appare il restauratore d'arte, che non è altro che l'ex fidanzato dell'epoca di Sherry, James Duffy, conosciuto ai tempi della scuola. James promette di restaurare il dipinto in pochissimo tempo.
Flashback: il preside Thicket si avvicina a Sherry, dicendo che qualcuno ha rubato il cestino del pranzo contenente i soldi della vendita di dolci e qualcuno l'ha accusata. Lei nega, ma Thicket le ordina di aprire il suo armadietto. All'interno trova il cestino del pranzo. Giura di non averlo fatto, ma Thicket fa notare che nessun altro conosce la combinazione del suo armadietto. Sherry viene messa in libertà vigilata disciplinare, ma le è comunque permesso di andare al ballo, e ci andrà con James. Mentre li osserva ballare attraverso una finestra, Adrian aiuta a ripulire gli avanzi della vendita di dolci. Poi nota che una delle scatole per torte ha impronte di dita ricoperte di glassa blu su un lato, lasciate da qualcuno. Monk ricorda che il dolcetto che Leo ha rubato aveva una glassa blu.
Presente: l'indagine porta Monk e Natalie in un bar per motociclisti, per interrogare due fratelli, Travis e George Baptiste. I fratelli si lasciano prendere dal panico e fuggono, provocando una rissa da bar. Uno dei fratelli lascia cadere il portafoglio, nel quale vi è l'indizio di cui Monk ha bisogno per risolvere il caso: si tratta di un foglio che ritrae la planimetria della casa di Sherry: il numero "zero" presente nell'indirizzo, è scritto con una barra al centro. E Monk aveva visto che Michael scriveva gli zeri con la barra, mentre firmava l'assegno per Sherry. Michael ha assunto Travis e George per irrompere nella casa di Sherry e deturpare il dipinto della sua bisnonna. Michael voleva che Sherry si risposasse così da poter smettere di pagarle gli alimenti e aveva saputo che il suo vecchio fidanzato, James, era in città. Dato che James era il miglior restauratore d'arte della città, quel danno al dipinto l'avrebbe spinta a rivolgersi a lui, riaccendendo l'amore che i due avevano vissuto anni addietro. Michael viene quindi arrestato.
Flashback: Leo viene chiamato dal preside Thicket, che si trova assieme ad Adrian e Sherry davanti all'armadietto di quest'ultima. Adrian spiega che Leo ha rubato il cestino del pranzo e lo ha nascosto in una scatola per torte vuota. Più tardi, aveva preso il suo lucchetto e lo aveva sostituito con il proprio, aveva messo il cestino dentro l'armadietto, e poi vi aveva rimesso al suo posto il lucchetto di Sherry; Adrian sapeva che il lucchetto di Sherry veniva sempre messo sullo zero, ma quando Sherry era stata accusata, il lucchetto non risultava azzerato.
Leo dice che non ci sono prove, ma il preside Thicket ordina a Leo di svuotarsi le tasche. Leo tira fuori una manciata di soldi, che giura essere i suoi. Ma Thicket trova una banconota da cinque dollari su cui egli aveva scritto "Buona fortuna", si trattava quindi di una banconota della vendita di dolci. Thicket trascina Leo nel suo ufficio per prendere provvedimenti.
- Guest star: Grant Rosenmeyer (Adrian Monk da giovane)

## Il signor Monk e la vendetta sotto l'albero
- Titolo originale: Mr. Monk and the Secret Santa
- Diretto da: Jerry Levine
- Scritto da: David Brackman

### Trama
È Natale a San Francisco. In un seminterrato, una figura misteriosa inietta un veleno in una bottiglia di Porto. La figura poi avvolge la bottiglia e digita le parole "Capitano Leland Stottlemeyer " con una macchina da scrivere. La bottiglia viene recapitata alla stazione di polizia e lasciata poi sulla scrivania del caporale di polizia Alice Westergren, che si offre di prenderla.
Mentre iniziano i preparativi per la festa, Stottlemeyer esamina la bottiglia che gli è stata recapitata, ed è incuriosito dal fatto che provenga da una carrozzeria che fa affari con il dipartimento di polizia, e deduce che si tratta di una tangente. Porta la bottiglia nel suo ufficio.
Quella notte, Monk e Natalie si presentano alla festa natalizia al dipartimento di polizia. Quando arriva il momento di scambiarsi i regali, Monk dà a Stottlemeyer un purificatore d'aria, mentre Alice dà a Monk una paletta e una scopa. Stottlemeyer non riesce a trovare il tagliacapelli che aveva comprato per Terry. Su suggerimento di Alice, Stottlemeyer sostituisce il suo regalo con la bottiglia, poiché a lui non piace il Porto. Pochi minuti dopo, Terry cade a terra dopo aver bevuto il vino e muore.
Il medico legale nota che Terry è stato avvelenato con la stricnina; il detective Robbins, fa notare agli altri che il proprietario della carrozzeria che presumibilmente ha inviato il vino ha affermato di non aver mai inviato regali o liquori a nessuno. Randy stila un elenco di persone che nutrono rancore nei confronti di Stottlemeyer. Secondo quest'ultimo, si tratta molto probabilmente di Frank Prager. L'anno prima, Stottlemeyer sparò e uccise suo fratello Michael, mentre lo arrestava durante una rapina in banca. Mesi prima della festa di Natale, Prager affrontò Stottlemeyer fuori da un bar e gli sparò.
Monk vuole parlare con Prager ma questi si sta nascondendo dalla polizia e sua moglie, Charlotte, ha presentato un ordine restrittivo contro Stottlemeyer, dicendo che la stava molestando. Scopre in seguito che si nasconde in una chiesa. Stottlemeyer guida una squadra SWAT in chiesa per stanare Prager, che viene poi condotto a un interrogatorio nella stazione di polizia. Durante l'interrogatorio, Frank afferma di essere innocente. Stottlemeyer gli ricorda il suo fallito tentativo di omicidio mesi prima. Frank dice che non stava cercando di uccidere Stottlemeyer, lo ha mancato di proposito; i suoi spari disegnavano volutamente una “M”, che stava per “Michael” sul muro. Voleva solo ricordare a Stottlemeyer quello che aveva fatto. Stottlemeyer a questo punto ordina che Frank venga riportato nella sua cella. Randy lo informa che gli altri nomi sulla lista non hanno dato nessun risultato soddisfacente, il che significa che sono tornati al punto di partenza.
Arriva il giorno di Natale, e Monk sta aprendo i regali e mentre guarda di nuovo il biglietto che ha ricevuto alla festa da Alice, risolve il caso. Monk ha capito che non c'è mai stato alcun attentato alla vita di Stottlemeyer: Terry è sempre stata la vittima designata. Randy afferma che hanno fatto un piccolo controllo e si scopre che Terry aveva una relazione con Alice da diversi mesi, che si è conclusa quando lui ha deciso di riconciliarsi con sua moglie. Alice si è sentita respinta e ha scelto di ucciderlo.
Alice intendeva distogliere l'attenzione depistando tutti dando il Porto a Stottlemeyer (sapendo che Prager aveva rancore nei suoi confronti e Stottlemeyer non beveva Porto). Aveva ideato lei il sistema della pesca dei bigliettini per assegnare a ciascun poliziotto il nome della persona a cui fare il regalo: si era sincerata che Stottlemeyer pescasse il nome di Terry, facendo sì che fosse l'ultima persona a pescare il nome, dal momento che il nome di Terry era l'unico non ancora scelto. Durante la festa, quando nessuno guardava, Alice si è intrufolata nell'ufficio di Stottlemeyer e ha rubato il tagliacapelli che il Capitano aveva comprato per Terry. Non riuscendo a trovarlo, lei gli suggerì di sostituirlo con la bottiglia di porto, assicurandosi che la bottiglia finisse nelle mani della vittima designata.
Alice confessa di non essere stata in grado di accettare la separazione da Terry. Per curiosità, chiede come l'hanno scoperta. Monk le mostra il biglietto che gli è arrivato con il regalo di Natale: ha le dimensioni sbagliate per la busta, ma corrisponde alla busta fornita con la bottiglia e viceversa.
Stottlemeyer offre a Frank Prager un patteggiamento e una pena detentiva ridotta per l'aggressione con la pistola ma, nel frattempo, lo fa rilasciare per due giorni affinché possa trascorrere le vacanze con la moglie e la figlia.
Monk trascorre il Natale con Natalie e Julie. Quella notte, Julie corre estasiata, perché a San Francisco nevica per la prima volta da quando è nata. Anche Monk viene trascinato fuori, ricordando i suoi anni con Trudy.
- Guest star: Rachael Harris (Alice Westergren)

## Il signor Monk va ad una sfilata di moda
- Titolo originale: Mr. Monk Goes to a Fashion Show
- Diretto da: Randall Zisk
- Scritto da: Jonathan Collier

### Trama
Nel reparto uomo di un negozio di abbigliamento, il signor Monk non riesce a trovare le sue camicie preferite. Quando il commesso chiede se ci sono problemi, Natalie gli spiega che non solo Monk acquista solo una marca e un modello di camicia, ma acquista solo quelle esaminate dall'"ispettore n. 8". Dopo una ricerca approfondita, il commesso individua alcuni capi con etichetta "Ispettore numero 8", ma Monk dice che qualcosa non va. Le camicie che l'ispettore 8 ha approvato sono difettose. Monk non riesce a concentrarsi su nient'altro. Più tardi, Monk e Natalie rintracciano l'ispettore n. 8, Maria Ortiz, in fabbrica. Quando lui si presenta come Adrian Monk, lei riconosce che è il famoso detective, e implora il suo aiuto: un anno fa, suo figlio Pablo, che lavora come fattorino, è stato arrestato con l'accusa di aver picchiato a morte una modella di nome Clea Vance. Poco dopo l'omicidio, la coinquilina di Clea, Natasia Zorelle, si è presentata alla polizia e ha accusato Pablo di stalking nei confronti di Clea. Inoltre, la polizia ha trovato molte prove che inchiodano Pablo sulla scena del crimine. Con Pablo che rischia una potenziale condanna all'ergastolo, Maria non è stata in grado di concentrarsi su nient'altro che le sue preghiere per lui, motivo per cui le camicie sono risultate difettose. Monk esamina il fascicolo del caso ed è scettico sul fatto che sia stato commesso qualche errore. Tuttavia, volendo dare a Pablo e sua madre il beneficio del dubbio, Monk e Natalie lo interrogano in prigione, da cui risulta che Pablo sa parlare l'inglese, ma non è in grado di leggerlo. Monk nota qualcosa in una foto della scena del crimine che scagiona Pablo: il corpo di Cleo è caduto proprio accanto a una porta di uscita di emergenza con un grande segnale di avvertimento in inglese che dice "Non aprire - Scatta l'allarme". Per evitare di far scattare l'allarme, l'assassino ha dovuto prendere un percorso tortuoso per lasciare la stanza, ma Pablo non poteva sapere che se avesse aperto quella porta sarebbe suonato l'allarme, il che significa che chiunque l'ha uccisa era in grado di leggere l'inglese, a differenza di Pablo. Monk e Natalie riesaminano le prove forensi al laboratorio criminale con il capitano Stottlemeyer e il tenente Disher. Il tecnico forense che ha gestito le indagini sull'omicidio, Howard "Gordo" Gordon, assicura loro che il DNA di Pablo corrisponde sicuramente ai campioni di capelli trovati sulla scena del crimine e sul corpo della vittima. Accenna con disinvoltura che anche lui andrà in pensione alla fine della settimana, il che rende Stottlemeyer sospettoso, visto che Gordo ha solo 46 anni. Gordo afferma di aver investito nel settore immobiliare. Monk e Natalie, rendendosi conto che non riceveranno aiuto da Stottlemeyer e Disher, si arrendono e vanno a interrogare Natasia. Alla menzione del nome della modella Natasia, Stottlemeyer e Disher si esaltano e decidono di unirsi a loro per interesse. Monk, Natalie, Stottlemeyer e Disher si dirigono alla casa di moda dello stilista britannico Julian Hodge. Durante l'interrogatorio di Natasia mentre partecipa a un servizio fotografico, Hodge si interessa a Julie, giunta lì con sua madre. Nonostante la sua giovinezza, Hodge propone a Julie di apparire in uno dei suoi spettacoli. Estasiata dall'offerta di Hodge, Julie implora sua madre di accettare, e Natalie lo fa con riluttanza. Interrogando Natasia da sola, Monk capisce che ha mentito su Pablo e sospetta che lei possa aver avuto un ruolo nel coprire Hodge. Rendendosi conto che Monk gli sta addosso, Hodge fa visita a Natasia nel suo appartamento quella notte e la uccide. La mattina dopo, Natasia viene trovata morta. Gordo dichiara che la causa di morte più probabile è il suicidio, apparentemente per overdose di sonniferi, ma Monk dimostra rapidamente il contrario: sebbene le impronte digitali di Natasia siano le uniche rinvenute sul bicchiere che aveva in mano quando l'hanno trovata morta, non vi è traccia di rossetto sul bordo del vetro, il che significa che qualcun altro ha ripulito il vetro dalle proprie impronte digitali, quindi lo ha rimesso in mano alla vittima: si tratta quindi di omicidio. Monk e Natalie accompagnano Julie alla prova generale per il prossimo spettacolo di Hodge. Mentre Julie sta provando dei vestiti, Hodge improvvisamente ha un attacco d'ira, e urla che ogni donna che indossa i suoi vestiti debba indossarli perfettamente e in modo ordinato. Vedendo Hodge ossessionato dall'ordine, Monk si rende conto di un altro dettaglio riguardo alla foto della scena del crimine: Clea è stata picchiata così selvaggiamente che i suoi arti erano tutti contorti quando il suo corpo ha toccato il pavimento, eppure i bottoni sul suo colletto erano tutti ben abbottonati. Si rende conto che l'ha uccisa Hodge, che poi si è preso il tempo per sistemarle il colletto, incapace di resistere all'impulso. Natalie si precipita sul palco e fa uscire Julie immediatamente. Quando Hodge chiede a Monk una risposta su ciò che sta accadendo, Monk lo accusa di aver ucciso Clea, e di aver poi usato Natasia per coprire il crimine, e di averla uccisa per paura che parlasse.
Più tardi, Gordo incontra Monk, Stottlemeyer e Disher nella stanza in cui è stata uccisa Clea Vance. Monk spiega la sua teoria: Clea si presentò ubriaca allo spettacolo. Hodge era infuriato per il comportamento poco professionale di Clea e, in un impeto di rabbia, la portò in un luogo privato e la picchiò a morte. Poi, in qualche modo, è riuscito a incastrare Pablo per l'omicidio. Stottlemeyer e gli altri affermano però che hanno appena trovato dei capelli nuovi in un angolo appartato dietro un termosifone, perché il giorno prima dell'omicidio era stato effettuato un controllo sanitario e durante l'aggressione una carta moschicida è caduta dietro un termosifone. Poiché Clea aveva i capelli lunghi, sanno che i capelli non possono provenire da lei. Gordo porta i campioni in laboratorio, mentre Monk spera che questi nuovi capelli siano sufficienti per condannare Hodge. Durante la festa dopo la sfilata, Monk, Natalie, Stottlemeyer e Disher affrontano Hodge, che si proclama innocente. Gordo arriva con i campioni di capelli e Stottlemeyer gli chiede di dire a chi appartengono. Quando Gordo risponde che i capelli appartengono a Pablo Ortiz, Stottlemeyer dichiara Gordo in arresto con l'accusa di complicità in omicidio e falsificazione di prove. Anche Gordo si finge innocente, finché Stottlemeyer non spiega che hanno fatto un controllo dei precedenti su Gordo prima di incontrarlo sulla scena del crimine, e sebbene abbia fatto una grande fortuna un anno fa, i soldi non provenivano dal settore immobiliare come aveva affermato. In effetti, spiega Monk, i suoi soldi sono dovuti ad altro: quando Clea fu uccisa, Gordo era il tecnico di laboratorio che svolse il lavoro forense sulle indagini, il che significa che supervisionò la registrazione di tutte le prove. Quando sono arrivati i campioni di DNA dell'assassino, li ha analizzati e il DNA corrispondeva perfettamente a quello di Hodge. Ma invece di fare il suo lavoro e consegnare le informazioni agli investigatori, Gordo ha deciso che avrebbe potuto guadagnare facilmente. Si avvicinò a Hodge in segreto e chiese una tangente: dietro pagamento avrebbe insabbiato qualsiasi prova che potesse incriminare Hodge. C'era un piccolo problema però: qualcuno doveva prendersi la responsabilità dell'omicidio. Hodge suggerì Pablo, un ragazzo che faceva le consegne a casa di Clea, che parlava a malapena inglese e non aveva i soldi per assumere un buon avvocato. Hodge sedusse Natasia e la convinse ad accusare Pablo di stalking verso Clea. La polizia ha arrestato Pablo, gli ha prelevato campioni di capelli e di sangue e li ha inviati a Gordo. Tutto quello che Gordo doveva fare era attaccare le etichette dei campioni di sangue di Pablo sui campioni di sangue di Hodge. Una volta accaduto ciò, Pablo non aveva più alcuna possibilità di essere scagionato. Gordo dice che non hanno prove della manomissione delle sue prove, ma Monk rivela che i capelli recentemente analizzati erano dello stesso Monk. Li ha piazzati sulla scena del crimine, consapevole che Gordo non li avrebbe mai esaminati. Hodge e Gordo vengono arrestati.
Fuori dalla prigione della contea, Monk e Natalie guardano Pablo mentre viene rilasciato e si riunisce in lacrime con sua madre.
- Special guest stars: Malcolm McDowell (Julian Hodge), Mini Andén (Natasia Zorelle)

## Il signor Monk e l'amnesia
- Titolo originale: Mr. Monk Bumps His Head
- Diretto da: Stephen Surjik
- Scritto da: Andy Breckman

### Trama
Monk e Natalie vanno a una fermata di camion a tarda notte per incontrare un uomo che afferma di avere informazioni sull'omicidio di Trudy. Monk chiede a Natalie di aspettare nascosta nel bagno di servizio poiché l'uomo ha insistito affinché Monk venisse da solo e lei accetta con riluttanza. Monk incontra l'uomo, Teddy Mulligan, che chiede la ricompensa in denaro che Monk offre. Monk mostra i soldi, ma insiste per ottenere le informazioni prima di consegnarli. Mulligan gli porge la foto di un uomo con sei dita sulla mano destra, ma Monk nota subito i dettagli che dimostrano che la foto è un falso. Mulligan attacca Monk, colpendolo in testa con un tubo e afferrando i soldi. Carica Adrian privo di sensi sul pianale di un semirimorchio e scappa. Mentre il semirimorchio si allontana, Natalie esce, chiamando Monk. Quando Monk si sveglia, il camion è parcheggiato a Purnell, una cittadina rurale del Wyoming. L'autista del camion trova Monk e gli dice che non sono ammessi passeggeri. Mentre parlano, si rende conto che Monk ha un'amnesia. Dispiaciuto per lui, il camionista gli dà una banconota da cinque dollari e gli augura buona fortuna. Mentre Monk cammina lungo la strada della città, diventa chiaro che potrebbe aver dimenticato chi è, ma non ha dimenticato cosa è: vedendo uno specchietto retrovisore di traverso su un'elegante berlina BMW Serie 5, inizia a regolarlo ma viene avvicinato dal proprietario dell'auto, un giovane pezzo grosso locale di nome Roger Zisk che si arrabbia con lui perché gli sta toccando lo specchietto. Monk entra in una tavola calda in cerca di qualcosa da mangiare. All'interno, una cameriera giovane e carina, Debbie Barnett, che gli serve la colazione e, quando dice che ha solo la banconota da cinque dollari, pagando il suo conto. La ringrazia e accetta il suo suggerimento di andare dallo sceriffo per chiedere aiuto per scoprire da dove viene. Ma non appena si è seduto per un colloquio con lo sceriffo della città, Carl Bates, viene avvicinato da una donna del posto, Cora Little, una donna di mezza età solitaria e stravagante, che riconosce in lui il suo marito appena sposato, "Jerry". Monk viene portato a casa e cerca di tornare alla sua vita (come descritto da Cora) di marito e riparatore di tetti. Di ritorno a San Francisco, Natalie ha permesso alla polizia di rintracciare e arrestare Mulligan. Dal momento che Monk non ha provato a contattarli, Stottlemeyer ipotizza che, se non è morto, Monk deve aver perso la memoria. La mattina dopo, Monk vede Roger Zisk passare davanti casa di Cora ad alta velocità, poi improvvisamente devia fuori strada e si schianta contro un allevamento di api. Più tardi quel giorno, Monk insiste per tornare alla tavola calda per pagare Debbie per il suo pasto. Quando arriva, Debbie se n'è andata e la sua amica dice di aver lasciato un biglietto dicendo che si è trasferita a Denver per stare con il suo ragazzo. La sua amica è sconcertata sul motivo per cui Debbie non abbia voluto salutarla prima e Monk si insospettisce subito: il biglietto è stato scritto da una persona mancina, ma Debbie era destrorsa. Monk va a casa di Debbie, trascinando con sé una riluttante Cora, e trova le prove che c'è stato un omicidio: trova inoltre un test di gravidanza fatto in casa con risultato positivo. Stupito, Monk dice che pensa che Debbie sia stata uccisa. Monk condivide la sua teoria con lo sceriffo Bates mentre sta ricevendo un rapporto sui danni da Ned, il proprietario dell'allevamento di api. Ned riferisce che la recinzione è stata distrutta quando l'auto di Roger l'ha sfondata. Lo sceriffo Bates suggerisce a Ned di fare qualcosa per le api a Lookout Point sulle colline, dove ogni giorno i bambini vengono punti dai calabroni. Lo sceriffo Bates spiega a Monk che Roger era apparentemente ubriaco. Monk nota alcuni buchi nella storia: per prima cosa, quando ha visto Roger passare davanti alla casa di Cora, pochi minuti prima dell'incidente, ha schivato un ramo di un albero caduto con riflessi perfetti.
Inoltre, Monk nota che Roger ha dei dischi di Willie Nelson nella sua macchina e ricorda che Debbie Barnett stava cantando la canzone di Willie Nelson al ristorante pochi giorni prima. Più tardi Monk sta tagliando le piante quando lo sceriffo Bates si presenta e lo informa che hanno trovato del sangue essiccato nell'auto di Roger, come se si fosse ferito la notte prima. Lo sceriffo chiede a Monk di accompagnarlo mentre va a interrogare Roger Zisk al negozio di fertilizzanti dei suoi genitori. Roger, il cui viso e corpo sono ricoperti di brutti gonfiori, chiede loro di spiegare perché un uomo sobrio farebbe deliberatamente schiantare la sua macchina contro un allevamento di api, e loro non hanno risposta. Monk menziona anche qualcos'altro sull'incidente che sembra suggerire che sia stato intenzionale: le tracce di pneumatici dell'auto di Roger suggeriscono che Roger abbia effettivamente superato l'allevamento delle api, abbia fatto una svolta di 180 gradi, si sia fermato completamente e poi abbia attraversato la recinzione. Nega inoltre qualsiasi coinvolgimento nella morte apparente di Debbie Barnett. A casa, Monk dice con entusiasmo a Cora che allo sceriffo Bates "piace il suo stile" e gli offre un lavoro come vice. Cora gli ricorda che di mestiere fa il riparatetti, e poi gli dice che sono in ritardo per consumare il loro matrimonio. Lo porta di sopra nella sua camera da letto, ma lui non può farlo: mentre lo bacia, si ricorda qualcosa: " Trudy ", anche se non è sicuro di cosa significhi quel nome per lui. Delusa, Cora lo lascia andare, dicendo che non c'è fretta. Quando Cora accenna disinvoltamente che potrebbero andare a Lookout Point dove tutti gli adolescenti si divertono, Monk ricorda che lo sceriffo ha detto che molti adolescenti erano stati punti dalle api. Monk crede di aver risolto il caso. A San Francisco, la perquisizione nazionale della polizia ha trovato il camionista, che si ricorda di Monk (Monk aveva raddrizzato la banconota da cinque dollari, qualcosa che chiunque al di fuori della cerchia di Monk avrebbe trovato strano) e dove lo aveva lasciato. Detto questo, Stottlemeyer, Natalie e Disher salgono su un aereo per il Wyoming. Monk viene chiamato dallo sceriffo Bates in un burrone. Sul fondo è stato ritrovato il corpo di Debbie Barnett, avvolto in un tappeto. Dato che il burrone brulica di api, lui e gli altri agenti presenti sul posto devono indossare tute protettive da apicoltore. Lo sceriffo chiede a Monk perché pensava che il corpo di Debbie sarebbe stato trovato vicino alle api. Con la sua tuta da apicoltore ricoperta di api (apparentemente attratte dalla sua paura), Monk spiega quel che è successo. Roger Zisk aveva una relazione con Debbie Barnett. La notte in cui è scomparsa, Debbie ha incontrato Roger a casa sua e gli ha mostrato il test di gravidanza. Quando lui si rifiutò di sposarla, lei minacciò di dirlo a sua moglie, e lui le batté la testa contro un muro, uccidendola. Poi, ha arrotolato il suo corpo nel tappeto, ha scritto il biglietto d'addio, quindi ha portato il suo corpo nel burrone e lo ha scaricato lì. Ma aveva dimenticato che il posto brulicava di api, che dovevano essere state disturbate dal fatto che lui avesse gettato il corpo, e lo avevano punto diverse dozzine di volte nei pochi secondi tra quando aveva lasciato andare il tappeto e quando era riuscito a saltare di nuovo dentro la sua macchina. Mentre Roger guardava nello specchio i brutti gonfiori che aveva ricevuto, si rese conto di essere nei guai: con la città che si preparava a eliminare le api dalla zona, il corpo di Debbie prima o poi sarebbe stato ritrovato, e Roger temeva che le autorità avrebbero stabilito un collegamento tra lui e lei. Si sarebbero ricordati che la mattina dopo la scomparsa di Debbie, Roger si era presentato al lavoro coperto di punture di api. Quella mattina ideò il suo un piano: schiantarsi con la macchina contro l'allevamento delle api per farsi pungere altre decine di volte per nascondere il motivo delle punture originali. Lo sceriffo Bates riporta Monk in città, progettando di ottenere un mandato per l'arresto di Roger. Quando Monk esce, vede Natalie, Stottlemeyer e Disher che lo aspettano. Vedendoli, la sua memoria ritorna gradualmente e ricorda: Natalie lavora per lui, il suo lavoro come detective a San Francisco e il suo matrimonio con Trudy. Monk dice addio a Cora senza rancore, e lei ammette che probabilmente non avrebbe comunque funzionato come ripara-tetti. Lo sceriffo Bates dice a Monk che la sua offerta è ancora aperta, ma Monk rifiuta, dicendo che il suo cuore è a San Francisco.
- Guest star: Laurie Metcalf (Cora), Charles Napier (sceriffo Bates)
- Altri interpreti: Michael Shalhoub

## Il signor Monk e il matrimonio del capitano
- Titolo originale: Mr. Monk and the Captain's Marriage
- Diretto da: Philip Casnoff
- Scritto da: Jack Bernstein

### Trama
In una discarica, Gerald Vengal, un senzatetto di passaggio, dà da mangiare al suo topo domestico, Devo. All'improvviso, Gerald sente due uomini litigare. La discussione prende una brutta piega quando uno dei due tira fuori un taser e attacca l'altro. Ne nasce una lotta e, alla fine, uno dei due riesce a prendere il sopravvento ma l'altro riesce a picchiarlo a morte uccidendolo. Gerald va nel panico e fa cadere accidentalmente un bidone della spazzatura, rivelando la sua posizione. L'assassino lo insegue, ma Gerald riesce ad arrivare al cancello e in strada, dove ferma un'auto della polizia di passaggio e poi scappa. Circa venti minuti dopo, Monk e Natalie incontrano il capitano Stottlemeyer sulla scena del crimine. Hanno identificato la vittima come un piccolo spacciatore di nome Jimmy Botsdale. Lavorava per un sospetto spacciatore di nome Michael Karpov e avrebbe dovuto testimoniare contro Karpov. Stottlemeyer riceve una chiamata sul cellulare da sua moglie, e un sergente di polizia, Ryan Sharkey, dice a Stottlemeyer che dovrebbe trattare meglio sua moglie e, in un certo senso, accenna che si sta vedendo con Karen. Stottlemeyer dà un pugno a Sharkey in faccia, facendogli cadere uno dei denti, e poi se ne va. Alla stazione di polizia, Disher è a capo della task force omicidi incaricata di indagare sulla morte di Botdsale. Karpov è il principale sospettato della morte. Più tardi, Monk, Natalie e il Capitano vanno in un parco giochi per parlare con Karpov, che sta spingendo suo figlio sull'altalena, ma questi ha un alibi: era a letto al momento dell'omicidio. Mentre si allontanano, Leland chiede a Monk e Natalie di seguire Karen quel pomeriggio per vedere se si incontra con Sharkey. Li informa inoltre che ha recuperato il fascicolo di Sharkey e ha appreso che è un poliziotto motociclista recentemente trasferito da Mendocino. Monk e Natalie seguono Karen attraverso un centro commerciale, finché vedono Karen seduta a un tavolo con un altro uomo e scattano delle foto. Quella notte, dall'altra parte della città, Gerald è rintanato in un edificio quando entra l'assassino della discarica. Attacca Gerald con un taser, e poi lancia lui e Devo fuori dalla finestra. Sfortunatamente per l'assassino, una scatola del frigorifero a tripla ondulazione interrompe la caduta di Gerald, anche se si rompe il braccio destro. La mattina dopo, Monk, Natalie e Randy lo interrogano in ospedale. Gerald conferma che l'uomo che ha ucciso Botsdale era il suo aggressore. Monk e Natalie vanno alla stazione di polizia per mostrare a Leland le poche foto che hanno scattato. Monk cerca di spiegare che probabilmente non è Ryan Sharkey, ma Leland insiste che deve essere il giovane sergente, e si precipita fuori a cercarlo. Nel frattempo, Randy sta preparando le persone da radunare per il confronto di Gerald; oltre a Michael Karpov e Sharkey, prende altre tre persone. Sfortunatamente, il confronto viene interrotto quando Stottlemeyer arriva proprio mentre Gerald sta per fare il nome dell'assassino tra gli individui selezionati. Mostra le foto di Monk a Sharkey, e da qui si arrabbia, azzuffandosi con Sharkey e gli altri detective del confronto. Karen arriva alla stazione e Leland inizia a chiederle di Sharkey, che lei nega di aver mai visto. Monk nota improvvisamente Sharkey che mangia una mela e si rende conto di qualcosa: Sharkey sta masticando la sua mela sul lato sinistro della bocca. Sharkey afferma che ciò è dovuto al fatto che Leland lo ha colpito dall'altra parte della bocca alla discarica, ma Monk si affretta a sottolineare che Stottlemeyer, che è destrorso, avrebbe colpito Sharkey sul lato sinistro. Inoltre, Monk ricorda qualcosa di interessante: Sharkey lavorava a Mendocino e ricorda che il figlio di Michael Karpov indossava una maglietta con la scritta "Mendocino Day School" quando interrogavano Karpov nel parco sull'altalena. Disher fa presente che è lì che vive Karpov. Sharkey finge di ignorarlo, sostenendo di non conoscere Karpov, ma Monk rivela che in effetti lo conosce: durante il combattimento nel confronto, Sharkey indossava abiti civili, e Karpov si è rivolto a lui dicendo: "Sergente!". La conclusione è inevitabile: Sharkey lavora per Karpov. Leland si rende improvvisamente conto che Monk ha confermato i loro sospetti che Karpov avesse un poliziotto sul suo libro paga. Monk accusa Sharkey di aver ucciso Botsdale. Sharkey aveva attirato Chicklet nella discarica per ucciderlo. Durante il combattimento, Sharkey ha avuto il sopravvento, ma ad un certo punto Chicklet è riuscito a sopraffare Sharkey e deve averlo ferito al punto da farlo sanguinare. Sharkey non ha perso il dente quando Stottlemyer gli ha dato un pugno. In realtà l'ha perso quando Botsdale ha sbattuto la testa contro il tetto di un'auto. Sharkey era nei guai: il suo DNA era ovunque sulla scena del crimine, e quando ha visto Gerald fuggire verso la strada, è andato nel panico, perché con la polizia in arrivo, avrebbe dovuto spiegare cosa stava facendo lì. Poi Sharkey ha visto Stottlemeyer discutere con Karen al telefono e lo ha provocato per farsi prendere a pugni e giustificare così la presenza del dente sulla scena del crimine. Proprio in quel momento, Gerald Vengal ritorna e indica Sharkey come l'assassino. Sharkey viene arrestato e portato via.
Successivamente, Leland incontra Karen nel suo ufficio. Quindi le ammette con riluttanza di essersi fatta seguire da Monk e mostra la foto che Monk le ha scattato nel centro commerciale. Con sua sorpresa, ammette che l'uomo in questione è un avvocato divorzista. Karen poi consegna a Leland i documenti del divorzio.
- Guest star: Glenne Headly (Karen Stottlemeyer)

## Il signor Monk e la grossa ricompensa
- Titolo originale: Mr. Monk and the Big Reward
- Diretto da: Randall Zisk
- Scritto da: Tom Scharpling e Daniel Dratch

### Trama
Il MacMillan Museum di Pacific Heights espone un tesoro appena acquisito dalla Collezione Cromwell, l'Alexander Diamond, che si dice sia stato indossato dalla Regina Elisabetta durante la sua incoronazione. Si vede una guida turistica che descrive il diamante come un gioiello dal valore di 20 milioni di dollari. Quella notte, due ladri irrompono nel museo. Uno di loro entra nascondendosi in una scrivania a scomparsa in un'altra stanza, indossando una felpa con cappuccio e una maschera di plastica. Striscia fuori, taglia alcuni fili dei laser di sicurezza, poi lascia entrare il suo complice. Provano a rompere la vetrina con i ferri da stiro, ma quando fallisce, uno di loro apre un armadietto vicino e frantuma il vetro con una mazza. Quindi prendono il diamante e fuggono.
La mattina dopo, Monk e Natalie hanno problemi finanziari perché non ricevono un caso di omicidio da tre settimane. Questi problemi finanziari raggiungono un punto di svolta quando fanno la spesa al supermercato e rimangono a corto di soldi. Natalie suggerisce a Monk di chiedere un aumento al capitano Stottlemeyer.
Quando Monk e Natalie arrivano alla stazione di polizia, il tenente Disher sta raccogliendo una dichiarazione da Warren Landis, una delle guardie di sicurezza del MacMillan Museum. Landis è molto riluttante, affermando di essere già stato interrogato diverse volte, ma Randy gli ricorda che la polizia sta interrogando tutti coloro che erano al museo durante la rapina. Randy si allontana per prendere dell'acqua dal distributore e informa Monk e Natalie della rapina. Dice che la divisione Rapine è a corto di personale, quindi hanno chiesto agli investigatori della Omicidi di aiutarli a raccogliere le dichiarazioni dei dipendenti del museo. Monk chiede immediatamente a Randy perché non ha arrestato Landis per possesso di droga. Sottolinea che Landis ha macchie di fosforo rosso sulla punta delle dita, il che significa che sta gestendo un laboratorio di metanfetamine. Per verificarlo, Randy porta Landis in una delle stanze degli interrogatori.
Monk e Natalie affrontano Stottlemeyer non appena esce dal suo ufficio. Ma Stottlemeyer dice loro che sfortunatamente il budget del dipartimento di polizia è a corto e, in effetti, hanno appena ricevuto un altro congelamento temporaneo delle assunzioni. Natalie si lamenta con Stottlemeyer che il normale compenso di consulenza di Monk non è abbastanza elevato e chiede un aumento. In caso contrario, gli dice di chiedere al dipartimento di mettere Monk sotto contratto, invece di assumerlo caso per caso. Stottlemeyer le ricorda che non ha l'autorità per accogliere richieste come queste, ma, consapevole di quanto vale il cervello di Monk per il dipartimento di polizia, promette di proporlo ai piani alti.
Quando Monk e Natalie si voltano dopo aver parlato con Stottlemeyer, vedono Landis che viene condotto nelle celle di detenzione in manette. Randy informa Monk che aveva ragione: nella stanza degli interrogatori, Landis negava tutto, agitato e nervoso. Quando Randy ha minacciato di ottenere un mandato di perquisizione e ha iniziato a chiamare il telefono, ha affermato che Landis ha ceduto e ha abbandonato un laboratorio di metanfetamine nel suo seminterrato.
Quando Natalie scopre che i Lloyd's di Londra stanno offrendo una ricompensa di 1 milione di dollari per il diamante, convince con entusiasmo Monk ad accettare il caso, sostenendo che, con il talento di Monk, la ricompensa sarà loro.
Non sono gli unici interessati a riscuotere la ricompensa, poiché anche altri tre cacciatori di taglie accettano l'offerta. Uno è un detective in pensione di Scotland Yard, l'ispettore St. Claire, che arriva al museo, seguito a breve da un fanatico della tecnologia di nome Rufus. Pochi istanti dopo, arriva una motocicletta, guidata da un altro cacciatore di taglie, Dirk. I tre decidono di cercare insieme il diamante. I tre detective vengono rapidamente surclassati da Monk. Monk nota i ferri da stiro dei ladri che giacciono sul pavimento accanto alla teca del diamante. Immagina che i ladri debbano aver provato a usarli per rompere la teca del diamante, ma il vetro non è riuscito a frantumarsi, anzi, i ferri si sono limitati a graffiare il vetro. Ciò significa che ovviamente dovevano aver utilizzato un'arma diversa. Monk nota che ci sono dei frammenti di vetro all'interno di un armadietto vicino che contiene una mazza di ferro. Deduce che hanno afferrato la mazza all'interno dell'armadietto, hanno frantumato il vetro, hanno recuperato il diamante e lo hanno sostituito. Poiché l'armadietto deve essere aperto con una chiave, a cui solo i dipendenti hanno accesso, Monk deduce che la rapina è stata un lavoro svolto dall'interno. Aprono la parte superiore di una scrivania a scomparsa nella stanza adiacente alla galleria dove era esposto il diamante e trovano un'impronta all'interno della scrivania. Monk ritiene che uno dei ladri fosse di bassa statura o fosse in grado di accartocciarsi all'interno, indicando un contorsionista esperto. Una collana trovata alloggiata all'interno della scrivania suggerisce che l'uomo fosse un praticante di meditazione trascendentale.
Nel frattempo, una donna di nome Jennie Mandeville arriva alla stazione di polizia dicendo che vorrebbe confessare di aver fatto qualcosa di brutto. Entrando in una stanza per gli interrogatori, Jenny afferma di essere claustrofobica e di voler cambiare stanza. Randy le ricorda che sfortunatamente tutte le stanze hanno la stessa dimensione. Ammette di aver rapinato una banca e quindi Randy accende il registratore. Si scopre che ha rubato una penna dalla banca. La lascia andare.
Monk e Natalie, seguiti dagli altri tre cacciatori di taglie, rintracciano la collana in un centro di meditazione sulla spiaggia. L'uomo che gestisce il centro non sembra sentirli, ma Monk nota un paio di pantaloni corti su uno stendibiancheria e capisce in quale cabina devono andare. Quando Dirk, St. Claire e Rufus arrivano pochi istanti dopo, anche il proprietario li manda nella stessa direzione. Monk e Natalie arrivano alla capanna, seguiti dai tre cacciatori di taglie, dove trovano l'abitante della capanna, Danny Chasen, sul pavimento - o, per essere più precisi, il suo corpo recentemente assassinato.
L'autopsia di Chasen stabilisce che è stato avvelenato con ammoniaca, somministrata attraverso l'orzo. Non c'è dubbio che Chasen abbia preso parte alla rapina, dato che la scientifica ha confrontato il suo DNA con campioni di capelli trovati nella scrivania a scomparsa. Il diamante, tuttavia, è ancora disperso, poiché non era sul corpo, né si trovava nella o vicino alla cabina di Chasen.
Quando Monk e Natalie lasciano l'ufficio, notano che la misteriosa Jennie Mandeville viene nuovamente scortata fuori dalla stazione, essendo venuta ancora una volta per "confessare" qualcosa. Randy dice loro che questa volta è entrata dicendo di aver ucciso accidentalmente il suo compagno di stanza e di averlo gettato nel water. La portò nella stanza degli interrogatori, dove, ancora una volta, lei insistette per cambiarsi, e si affrettò a capire che il "coinquilino" era un criceto. 
In una sessione con il dottor Kroge, all'improvviso, Rufus si presenta dietro la finestra per spiare Monk, spaventando momentaneamente il dottor Kroger. Monk poi menziona la sua visita al centro di meditazione dove ha trovato il corpo di Danny Chasen, e il dottor Kroger rivela che ci è andato una volta, ma è stato molto tempo fa, quando Jennie Mandeville, la fondatrice, era ancora viva. È morta da 28 anni. Detto questo, Monk risolve improvvisamente il caso. Monk chiama emozionato Natalie, dicendole che ha risolto il caso, ma commette l'errore di farlo per strada, e viene ascoltato da Rufus. Ormai, gli altri tre detective hanno rinunciato a ogni pretesa di trovare il diamante da soli e stanno semplicemente seguendo le orme di Monk. Monk e Natalie corrono a piedi per le strade, si precipitano alla stazione di polizia, ansimando, ma riescono a chiedere all'addetto alla reception di dire loro dove si trova Randy. Trovano Randy nella sala di osservazione e Monk gli chiede in quali stanze per gli interrogatori ha portato "Jenny Mandeville" quando è venuta a "confessare" crimini di fantasia. I cacciatori di taglie arrivano dopo di loro e mettono all'angolo Monk, Natalie, Stottlemeyer e Disher nella stanza. Dirk blocca l'uscita. Mentre discutono, Dirk si gira verso la porta e rompe la chiave, intrappolandoli all'interno. Propone quindi che, da "adulti", ognuno di loro possa accontentarsi di una ripartizione della ricompensa in quattro parti. Natalie inizia a dirgli cosa ne pensa, ma Stottlemeyer convince tutti a calmarsi in modo che Monk possa spiegare cosa sta succedendo. Monk spiega che "Jennie Mandeville" non è il vero nome della donna misteriosa. In realtà è una donna che usa uno pseudonimo che ha preso da una targa al ritiro quando è andata lì per avvelenare Danny Chasen su istruzioni del suo ragazzo. Stottlemeyer chiede, e Monk spiega, che il suo ragazzo è Warren Landis, la guardia che Randy ha arrestato per possesso di droga. Ora Randy ricorda che lo portarono direttamente dal museo alla stazione per essere interrogato, poiché si lamentava di non aver ancora avuto la possibilità di tornare a casa e cambiarsi. Monk conclude che il diamante è stato nella tasca di Landis per tutto il tempo mentre Randy lo interrogava. Monk ricorda anche che Landis stava masticando un grosso pezzo di gomma poco prima che Randy lo portasse via per essere interrogato, ma quando in seguito fu portato nelle celle di detenzione in manette, non aveva nessun pezzo di gomma in bocca. Monk conclude che Landis è stato preso dal panico nella stanza degli interrogatori: Randy lo aveva dichiarato in arresto per l'accusa di droga, quindi Landis sapeva che stava per essere arrestato, il che significa che sarebbe stato perquisito dall'ufficiale addetto alle perquisizioni. Così, Landis attaccò il diamante sul lato inferiore del tavolo degli interrogatori con la sua gomma da masticare. Ha poi chiamato la sua ragazza dal carcere e le ha detto dove aveva nascosto il diamante. Le aveva anche detto esattamente in quale stanza degli interrogatori avrebbe trovato il diamante. Questo era il motivo per cui continuava a venire a confessare tutti questi crimini fittizi, e il motivo per cui continuava a chiedere di cambiare stanza, perché stava cercando di entrare nella stanza dove era nascosto il diamante. Con il caso risolto, tutti rivolgono la loro attenzione alla stanza degli interrogatori dove si trova il diamante. Solo che, in quel momento, Gladys Menchen, una donna delle pulizie che Monk ha molestato durante l'episodio affinché fosse più scrupolosa quando puliva le scrivanie degli investigatori, entra nella stanza e inizia a pulire. Intrappolati nella stanza e impossibilitati a uscire poiché Dirk aveva rotto la chiave nella serratura poco prima, la polizia e gli investigatori possono solo picchiare sul vetro e urlare. Sentendo dei deboli rumori, Gladys pensa che Monk la stia seguendo di nuovo, e irritata inizia a seguire il suo consiglio, pulendo la parte inferiore del tavolo - dove trova il diamante. La polizia arresta la ragazza quando si presenta alla stazione di polizia cercando di "confessare" un crimine fittizio, convincendola a confessare la sua parte nell'uccisione di Chasen e nel tentativo di recuperare il diamante. Natalie legge con amarezza la notizia di Gladys che vola a Londra per ritirare di persona la ricompensa di 1 milione di dollari. Ma Stottlemeyer ha in serbo un premio di consolazione per Monk: il dipartimento ha accettato di metterlo sotto contratto e garantirgli un minimo di 16 consulenze all'anno, per i successivi 2 anni.
- Guest star: DJ Qualls (Rufus), Derrick O'Connor (ispettore St. Clare), Tyler Mane (Dirk)

## Il signor Monk e l'astronauta
- Titolo originale: Mr. Monk and the Astronaut
- Diretto da: Randall Zisk
- Scritto da: David Breckman e Joe Toplyn

### Trama
Prima di partire per il suo prossimo viaggio nello spazio, il famoso astronauta e pilota collaudatore civile Steve Wagner fa visita a Joanne Raphelson, la sua ex amante. Wagner esamina l'ultima bozza dell'autobiografia di Joanne, in cui lei afferma che parlerà di Wagner. Quindi versa in due bicchieri il suo cocktail unico, lo "Spacewalk", con una combinazione di oliva, cipolla e ciliegia. Tuttavia, quando Wagner versa da bere a Joanne, le aggiunge anche del sonnifero. Successivamente, lei sviene sul divano. Qualche tempo dopo, la governante di Joanne arriva a casa e la trova morta, appesa a un cappio. Monk e Natalie arrivano sulla scena del crimine ore dopo, parlando del career day (lei vorrebbe che Monk parlasse del proprio lavoro alla classe di Julie) e della paura di Monk di parlare in pubblico. I due incontrano il capitano Stottlemeyer e il tenente Disher all'interno della casa. Disher afferma che Joanne aveva 36 anni e che è morta da cinque giorni. Monk osserva i bicchieri da cocktail con i resti dello Spacewalk di Wagner, mentre Stottlemeyer spiega di aver notato diverse cose che non tornano: per prima cosa, sembra strano che Joanne si sia impiccata dopo aver ricevuto un assegno di 50.000 dollari che non era stato ancora depositato. Inoltre, qualcuno le ha sottratto il computer. Monk nota inoltre che, secondo la patente di guida, Joanne era troppo bassa per raggiungere il cappio appeso al soffitto. Monk, Natalie, Stottlemeyer e Disher si recano a casa di Wagner, dove si tiene un ricevimento per celebrare l'ultimo volo di Wagner. Alle domande di Monk, egli ammette di aver frequentato Joanne e dice che lei soffriva di depressione. Monk nota che Wagner sta bevendo la stessa bevanda trovata sulla scena del crimine e sua moglie Nicole dice che lo "Spacewalk" è una delle bevande tipiche di suo marito. Monk è convinto che Wagner abbia ucciso Raphelson, ma il suo alibi sembra essere inoppugnabile: si trovava nello spazio al momento dell'omicidio. Stottlemeyer è scettico, data la bella reputazione di Wagner, anche quando Monk presenta la prova di un movente, che Wagner abbia ucciso Joanne perché il suo libro rivelatore probabilmente lo avrebbe smascherato per averla picchiata così duramente da farla finire in ospedale, una storia che potrebbe rovinare i suoi piani per candidarsi a una carica pubblica. Stottlemeyer però ricorda a Monk che Wagner è partito lunedì all'inizio della settimana ed è atterrato venerdì, e il medico legale è certo che Joanne è morta mercoledì, a metà della missione. Nel frattempo, Monk e Wagner sono entrambi invitati da Natalie a parlare al Career Day scolastico di Julie. Alla fine dell'emozionante discorso di Wagner sul suo atterraggio di fortuna nell'oceano, Wagner distribuisce puntatori laser a tutti i bambini e loro li usano per infastidire Monk mentre pronuncia il suo discorso molto più noioso sul lavoro della polizia. Quando Wagner affronta Monk fuori dall'aula e dice con fare minaccioso, che non risolverà mai il caso perché è uno che ha paura, anche Natalie è convinta della sua colpevolezza. Monk e Natalie tornano a casa di Joanne per cercare altri indizi. Monk nota che sembra mancare una bambola dalla vasta collezione di Joanne, così come nota quattro fori praticati nel muro della cucina. Monk si rende conto che Joanne è stata uccisa in cucina, poi il corpo è stato trasferito in soggiorno, dove è stato ritrovato il suo corpo. Nel frattempo, sentono il rumore di un'auto che parcheggia fuori e dei passi. Quando escono, trovano Wagner che si aggira furtivo fuori casa. Afferma di essere passato per raccogliere fiori, ma Monk è sicuro che Wagner sia passato per cercare qualcosa di incriminante che potrebbe aver trascurato. Nella porta accanto, il vicino Darrell Cain sta urlando ai suoi figli per aver lasciato di nuovo aperta la porta del garage. Appena vede Wagner corre dall'altra parte della strada con i figli per farsi fare un autografo. Quando Wagner nota che la figlia di Darrell ha in mano una bambola, invita la famiglia a venire a vedere il volo di prova di un nuovo aereo da caccia alla base aeronautica di Paxton; Natalie convince Wagner a portare con sé anche lei e Monk. Alla base Wagner conduce i due bambini nel simulatore di volo. Mentre superano una delle porte del garage, la porta si apre all'improvviso. Quando uno dei dipendenti della base se ne accorge, un collega dice che crede che l'apriporta potrebbe non essere stato costruito correttamente. Proprio in quel momento, i figli di Darrell escono, la bimba piange in quanto Wagner ha preso la sua bambola. Monk si rende conto di aver risolto il caso. Monk e Natalie corrono per cercare l'aereo di Wagner prima che decolli e Monk spiega a Natalie quel che è successo: Wagner ha messo del sonnifero nel il drink di Joanne, quanto bastava per metterla ko per qualche giorno, ma non ucciderla. Ha quindi installato un apriporta del garage nella sua cucina, ha legato un cappio al collo a Joanne e ha attaccato l'altra estremità all'apriporta del garage. Quindi ha portato via il telecomando dalla casa, ha fissato il pulsante di accensione con nastro adesivo e lo ha infilato in una bambola che aveva preso da casa sua, e ha spedito a casa di Joanne la bambola con una spedizione di due giorni mentre lui decollava nello spazio. Quando il postino ha portato il pacco a casa, ha fatto scattare l'apriporta del garage (il telecomando aveva il pulsante sempre premuto dal nastro adesivo), che ha strangolato Joanne dall'interno. Quando Wagner è tornato dallo spazio, è andato da Joanne per spostare il corpo nell'altra stanza e togliere la macchina del delitto, ma è stato preso dal panico quando si è reso conto che la bambola era scomparsa. Monk capisce che deve agire in fretta perché Wagner tenterà di gettare via la bambola col telecomando dentro dal suo aereo durante il volo di prova, e poi le prove andranno perse per sempre (il telecomando ha le impronte di Wagner, che lo inchioderebbero). Quando trovano Wagner, è già nel suo jet e si sta preparando a decollare. Monk corre davanti all'aereo, mettendosi in pericolo per fermare la fuga di Wagner. Diversi soldati arrivano e puntano i loro fucili su Monk, ma questa volta Monk non reagisce, come aveva fatto a scuola, con i laser puntati sul petto. Pochi minuti dopo, Stottlemeyer e Disher arrivano per arrestare Wagner, che guarda con fierezza Monk, colpito dal suo coraggio. A casa, Julie dice a Monk che lei e i suoi amici si sono resi conto che ciò che ha fatto Monk è stato davvero coraggioso. Hanno realizzato una medaglia per Monk e Natalie li fotografa.
- Guest star: Jeffrey Donovan (astronauta)

## Il signor Monk va dal dentista
- Titolo originale: Mr. Monk Goes to the Dentist
- Diretto da: Jefery Levy
- Scritto da: Daniel Dratch e Joe Toplyn (soggetto); David Breckman e Tom Scharpling (sceneggiatura)

### Trama
Un furgone portavalori percorre una strada deserta. Spuntano fuori degli uomini dai lati di un semirimorchio fermo in mezzo alla strada, gli uomini aprono le porte sul retro, quindi puntano mitra e fucili contro le guardie nell'abitacolo del blindato. Si attiva il sollevamento idraulico del semirimorchio, abbassando il container a terra. Un camion della spazzatura rubato si piazza dietro al furgone blindato e lo spinge nel retro del container del semirimorchio. Gli autisti cercano di chiedere aiuto via radio, ma i ladri hanno disturbato i loro segnali. Gli uomini armati chiudono dietro di loro le porte posteriori. Il semirimorchio e il camion della spazzatura si allontanano, portando con sé il furgone portavalori. Tre giorni dopo, l'autoblindato viene ritrovato abbandonato in un magazzino vuoto ed entrambe le guardie sono state uccise. Il tenente Disher dice al capitano Stottlemeyer che le guardie hanno combattuto contro i ladri e potrebbero aver ferito uno di loro. Stottlemeyer chiede di controllare negli ospedali i pazienti recentemente ricoverati con ferite da arma da fuoco o da coltello. Nota che i rapinatori hanno lasciato la maggior parte del denaro contante. Randy inizia a lamentarsi per un lancinante mal di denti e Stottlemeyer gli ordina di fissare un appuntamento. Quella notte, Randy visita l'ufficio del dottor Oliver Bloom e della sua assistente Terri. Mentre è sedato per curare il dente dolorante, Randy ha momenti di semi-coscienza. A un certo punto, la porta della stanza si apre e un uomo calvo irrompe e chiede con rabbia di sapere cosa hanno fatto il dottor Bloom e Terri a Barry Bond, sottolineando che vale 13 milioni di dollari. Terri insiste che non sa nulla di nessun "Barry Bond". Quando l'intruso si rifiuta di andarsene, il dottor Bloom e Terri lo aggrediscono. Quando Randy riprende conoscenza, il dottor Bloom e Terri sono illesi, non c'è traccia dell'intruso e il dottor Bloom nega che ci sia stato qualche combattimento. Scrive a Randy una prescrizione per un antidolorifico e Terri gli porge un adesivo. Il giorno successivo, alla stazione di polizia, è stata riunita una task force per indagare sulla rapina al furgone blindato. Non è stato denunciato il furto di semirimorchi. Un detective, Patterson, consegna a Stottlemeyer una copia aggiornata della lista dei furgoni blindati e afferma che i rapinatori hanno preso solo circa 10 milioni di dollari in certificati bancari negoziabili. La polizia inizia a perlustrare il paese per vedere se ci sono recinzioni in grado di gestire un bottino così grande. Randy arriva, riposato e migliorato, e Stottlemeyer inizia ad assegnargli incarichi sulla rapina. Randy lo interrompe e lo informa dell'omicidio a cui ha assistito. Stottlemeyer e un altro detective, provano a liquidarlo come un effetto degli anestetici. Randy insiste che fosse reale e fornisce anche un profilo della vittima. Dice anche che è stato sotto anestesia. Stottlemeyer consiglia a Randy di prendersi un giorno libero e gli chiede di consegnare una copia del fascicolo del caso dell'autoblindata all'appartamento di Monk. Randy si ferma all'appartamento di Monk e si offre di assumerlo gratuitamente per esaminare il suo caso. Monk non è disposto a indagare su questo ulteriore omicidio, perché soffre di odontofobia, ma con qualche pressione da parte di Natalie, accetta con riluttanza. I tre tornano dal dentista, ma Monk, a causa della sua paura patologica, non riesce ad alzarsi dalla sedia della sala d'attesa. Randy usa la scusa di cercare il suo cellulare nella stanza dove era stato curato, per convincere Terri a permettere a lui e Natalie di entrarvi dentro. Si guardano intorno e non trovano prove di un omicidio, nemmeno tracce di sangue o qualcosa che faccia pensare ad una rissa. Randy nota che il dottor Bloom ha recentemente ordinato dell'attrezzatura, indicando che alcuni componenti sono stati danneggiati di recente. Mentre Randy e Natalie cercano di far alzare Monk dalla sedia della sala d'attesa, il dottor Bloom arriva e li nota. Gli capita di leggere alcune pagine del fascicolo sulla rapina al furgone blindato quando alcuni fogli cadono per terra. Randy prova anche a menzionare Barry Bonds per vedere come reagisce il dottor Bloom.
Prima che possano dare un'altra occhiata in giro, vengono chiamati sulla scena del crimine nel bosco, dove un pescatore ha scoperto un cadavere, denudato. Girano il corpo e Randy riconosce la vittima come l'uomo ucciso dal dottor Bloom. Dopo essere stato deriso da Stottlemeyer e dagli altri ufficiali, si licenzia con rabbia, rendendo a Stottlemeyer il distintivo e le manette. L'uomo morto viene identificato come Denny Jardeen, un ex poliziotto, accusato più volte di uso eccessivo della forza e condotta disdicevole, andato in pensione anticipatamente alcuni anni prima. Più tardi, Stottlemeyer parla con Randy, che nel frattempo dopo le dimissioni, aveva riunito la sua vecchia rock band del liceo, i Randy Disher Project, e sta provando dei pezzi con loro. La band suona la loro nuova canzone "I Don't Need a Badge" (Non mi serve un distintivo). Stottlemeyer dice a Disher che il dottor Bloom è pulito al 100%, senza precedenti arresti di alcun tipo, e afferma di aver scoperto che Jardeen aveva un cugino che ha scontato un periodo in prigione e ora lavora con una società di autotrasporto. Randy si rifiuta di rientrare in Polizia e Stottlemeyer se ne va. Nell'ufficio del dottor Bloom, il dottore e Terri si chiedono quanto sia vicina la polizia a catturarli e decidono di torturare Monk per avere informazioni. Il dottor Bloom ordina a Terri di mettere un po' di cloroformio in un fazzoletto e di assicurarsi che lo inali. Terri è scettica e si chiede se abbiano bisogno di più cloroformio di quello che il dottor Bloom vuole che lei somministri. Stottlemeyer e Patterson interrogano il cugino di Denny Jardeen, Neal Graham, le cui impronte digitali sono state trovate in tutto il magazzino e nel furgone blindato. Neal afferma di non aver ucciso le guardie, dicendo che Jardeen è impazzito e ha sparato loro quando hanno reagito, e ha conservato i soldi in un capanno degli attrezzi a casa sua. Ma Stottlemeyer afferma che non solo Jardeen è morto, ma hanno anche perquisito il capanno degli attrezzi e qualcuno ha rubato i soldi. A casa di Monk, Terri si presenta con uno straccio imbevuto di cloroformio. Mette fuori combattimento Monk con la sostanza chimica e lo rapisce portandolo nello studio di Bloom.
Natalie va alla stazione di polizia dove Stottlemeyer sta lavorando fino a tardi, chiedendo se ha visto Monk, che non risponde al telefono e a casa non si trova. Monk, dall'altra parte della città, si sveglia legato alla sedia del dottor Bloom. Quando nota che il dente gigante nell'angolo della stanza corrisponde allo schema dei lividi trovati sul corpo di Jardeen, risolve il caso. Durante il dirottamento, le due guardie hanno litigato con i loro aggressori. Durante il combattimento, l'autista è riuscito a dare un pugno in faccia a Jardeen prima che Jardeen gli sparasse a morte. Il colpo ha fatto staccare uno dei denti di Jardeen. Come ex poliziotto, Jardeen andò dal dottor Bloom, il suo dentista, per farsi riparare il dente. Mentre era anestetizzato, Jardeen ha divulgato i dettagli sulla rapina all'auto blindata e anche dove nascondeva i bond. Monk ricorda che il dottor Bloom ha menzionato che molti dei suoi pazienti parlano nel sonno durante le operazioni.
Invece di denunciare Jardeen o il luogo dove era nascosto il denaro alla polizia, il dottor Bloom e Terri sono andati a casa di Jardeen e hanno rubato i soldi. Pensavano che Jardeen non si sarebbe mai ricordato di aver rivelato loro la posizione del denaro. Tuttavia, Jardeen se ne è accorto quando i soldi sono scomparsi. Poche notti dopo, Jardeen fece irruzione nell'ufficio mentre il dottor Bloom e Terri stavano lavorando su Randy e li affrontò riguardo alle obbligazioni. Il dottor Bloom e Terri hanno negato, ma quando ha iniziato a insistere, lo hanno aggredito. Durante il combattimento, Jardeen ha bloccato il dottor Bloom a terra e Terri gli ha fatto cadere il dente addosso, ferendolo fatalmente intorno al petto. Poi hanno smaltito il corpo. Monk è ancora legato alla sedia. Il dottor Bloom intende torturare Monk finché non rivelerà la se la polizia è a conoscenza delle obbligazioni mancanti. Vorrebbero vendere queste obbligazioni a un acquirente di Chicago conosciuto solo come Mr. Cronan al quale hanno paura di avvicinarsi perché non sanno se la polizia lo tiene sotto sorveglianza.
Durante le loro prove, il gruppo di Randy ha difficoltà a capire quale dovrebbe essere il nome della loro band. Uno di loro decide di aprire un giornale e dare un nome alla propria band in base alla prima parola su cui si posa il dito, e la parola sembra essere "Baghdad" poiché viene aperto il giornale su una pagina con un articolo sulla guerra in Iraq. Randy dà un'occhiata al giornale, in cui c'è un articolo sulla rapina all'auto blindata, in cui si menziona il furto di 13 milioni di dollari in obbligazioni al portatore, ossia i "barry bond". Si ricorda che quando il dottor Bloom e Jardeen stavano litigando, Jardeen disse che "Barry Bond" aveva un valore di "13 milioni di dollari". Chiama Natalie e Stottlemeyer e chiede loro di incontrarlo nell'ufficio del dottor Bloom.
Convincendo il dottor Bloom a lavarsi le mani, Monk riesce a bloccarlo finché Stottlemeyer, Disher e Natalie non si presentano per arrestarli.
La sua band si scioglie ancora una volta, Randy si riunisce alla Polizia. Dopo aver visto il video musicale di "I Don't Need a Badge", Randy ammette che anche la band si è sciolta perché non riuscivano a mettersi d'accordo su nulla. 
- Guest star: Jon Favreau (dentista), Brooke Langton (assistente)

## Il signor Monk fa il giurato
- Titolo originale: Mr. Monk Gets Jury Duty
- Diretto da: Andrei Belgrader
- Scritto da: Peter Wolk

### Trama
Dopo un lungo e pericoloso inseguimento per le strade di San Francisco, il capitano Stottlemeyer e il tenente Disher catturano finalmente Miguel Escobar, un signore della droga che è l'uomo più ricercato negli Stati Uniti. Tuttavia, pochi mesi dopo, il capitano riceve la visita di un agente dell'FBI che ordina a Stottlemeyer di consegnare Escobar ai federali: Stottlemeyer e Disher dovranno tenere sotto sorveglianza Escobar fino all'udienza per l'estradizione e portarlo al tribunale locale. Altrove, Monk riceve la notizia di essere stato selezionato per l'incarico di giurato. Monk quindi si ritrova insieme ad altri 11 giurati a occuparsi del caso di un giovane di nome Robert Perry, accusato di aver accoltellato un uomo, Pillemer, alla coscia, per poi rubare i soldi che aveva con sé. Gli altri giurati sono convinti della colpevolezza dell'accusato e votano tutti colpevole, ma Monk è l'unico che ha un'altra opinione. Ha osservato che c'è un'incoerenza tra la ferita da arma da taglio e il buco nei jeans della vittima, il che dimostra che Pillemer era seduto, non in piedi (come Pillemer aveva affermato in aula), quando è stato aggredito. La ferita, secondo Monk, è stata autoinflitta e il coltello è stato messo nella mano di Perry mentre dormiva in modo che potesse intascare lui stesso i soldi. Molti membri della giuria cambiano il loro voto. Monk viene distratto da un cane che annusa un cassonetto fuori dalla finestra e nota della calce sul cassonetto. Monk riesce a fare un cenno a Natalie per farle contattare Stottlemeyer e dirgli che c'è un corpo nel cassonetto. Disher trova il corpo di una donna senza carta d'identità ma che indossa scarpe ortopediche e Monk si ricorda di una donna seduta nella sala riunioni quando venivano selezionati i giurati. Il giorno successivo, Monk mostra ai giurati l'asciugamano che Pillemer ha usato per fermare l'emorragia dalla ferita alla coscia. La traccia di sangue combacia con quella che si otterrebbe piegando un asciugamano con cura, anche se Pillemer aveva affermato di aver raccolto l'asciugamano dal pavimento. Gli altri giurati sono tutti d'accordo quindi che sia non colpevole, ad eccezione del giurato n. 12, Pat, che cambia il suo voto in "colpevole" prima di andare in bagno. Monk trova tracce di calce sulla giacca del giurato n. 12, proprio come quella che aveva visto sul cassonetto, utilizzata per nascondere il corpo. Monk scopre che il giurato n. 12 ha ucciso la vecchia in modo da entrare nella giuria con l'identità della vittima. Ha cambiato il suo voto perché voleva ritardare il verdetto e restare nella sala della giuria. Tuttavia, nessuno dei giurati, nemmeno Monk, sa che la numero 12 è in realtà la fidanzata di Miguel Escobar, e quello è proprio il giorno in cui Stottlemeyer e Disher trasferiranno Escobar ai federali nell'atrio del tribunale. Monk chiede agli altri giurati di aiutarlo a coglierla in fallo. Quando ritorna dal bagno, tutti cambiano il loro voto in colpevole, anche Monk, per vedere la sua reazione. Lei reagisce estraendo una pistola, facendo perdere i sensi all'ufficiale giudiziario e lasciando i giurati legati e imbavagliati alle loro sedie. Abbassa la tenda, ma la lascia irregolare, il che disturba Monk. Nel frattempo, Escobar è stato trasferito ai federali e mentre sta per salire sull'ascensore del tribunale, la sua ragazza si avvicina e spara rapidamente alle guardie (inutilmente, poiché indossano giubbotti antiproiettile). Quindi salgono con l'ascensore fino allo scivolo della spazzatura. Natalie, passando fuori, vede la tenda irregolare alla finestra della sala della giuria e sa che qualcosa non quadra (Monk la avrebbe raddrizzata, quindi se è irregolare, è perché in quella sala è successo qualcosa). Libera Monk e telefonano a Stottlemeyer. Quando Escobar e la sua amante scendono dallo scivolo, atterrano nel cassonetto della spazzatura e aprono la porta laterale, solo per imbattersi in Stottlemeyer e Disher e in una squadra di poliziotti in attesa, che li riprendono rapidamente in custodia.
- Guest star: Emmanuelle Vaugier (Pat, giurata #12), Wings Hauser (giurato)